# Пам'ятник Тарасові Шевченку (Коростень)
Пам'ятник Тарасу Шевченку — пам'ятник у місті Коростені, присвячений українському поету, прозаїку та художнику Тарасу Григоровичу Шевченку.

## Загальні дані
Пам'ятник розташований на однойменній площі, біля міського палацу культури. Встановлений за адресою вул. Михайла Грушевського, 3. Пам'ятник було відкрито 9 березня 2014 року, а споруджено його було на честь 200-річчя з дня народження поета. Пам'ятник встановлено за кошти Почесного громадянина міста Левицького А. В. а також Бондарчук Н. М.

## Опис
Пам'ятник має вигляд бюста поета, який встановлено на 7,60 метровій стелі. Фундамент стели обрамлено українською вишиванкою. Скульпторами виступили народний художник України Фещенко В. І. та заслужений художник України Рожик В. М. архітектор проєкту Козиренко В. В.
Крім того, до 200-річчя біля міського будинку культури було повністю реконструйовано площу.